# 2016年臺北上海城市論壇
2016年臺北上海城市論壇，又稱2016雙城論壇，是2016年8月22日到24日在台灣台北舉辦的一屆臺北上海城市論壇。上海派出中共上海市委常委兼統戰部部長沙海林前往台北。此次雙城論壇也是蔡英文政府上任期間以來，中國大陸首次派官員訪臺。

## 籌備期間
柯文哲於2016年8月12日表示，「統戰」在台灣是汙名化的名詞，這是雙方文化上的隔閡。13日，柯文哲表示“深呼吸、放輕鬆，我們免疫力好就不怕細菌”，还引用孫子兵法說，「勿恃敵之不來，恃吾有以待之」。

## 第一日

### 上海代表團抵達松山機場
22日上午11時，沙海林與代表團抵達臺北松山機場，由臺北市政府警察局派出警力負責現場維安，抗議者與支持者雙方人馬也集結在松山機場；抗議者方面，主要為台灣團結聯盟青年軍等人，高舉「譴責柯文哲，統戰代言人」與「驅除統戰共匪，捍衛台灣主權」的牌子抗議；支持者方面，主要為中華四海同心協會、臺北市浦東同鄉會、新竹縣尖石鄉鄉長雲天寶前來歡迎，尖石鄉原住民高舉「沙大哥，我們愛您，臺灣原住民族」牌子支持沙海林。

### 臺北上海學生體育節
下午，沙海林赴臺北市陽明高中，參與台北上海學生體育節開幕式，並穿著運動服裝參加桌球聯誼賽。沙海林在會後受訪時表示：
兩岸共同政治基礎，就是對一個中國的認同。

### 雙城論壇晚宴
晚上，臺北市政府舉行雙城論壇晚宴，出席的臺北市市議員共15位，分別為中國國民黨籍陳永德、厲耿桂芳、汪志冰、葉林傳、陳重文、王欣儀及戴錫欽，親民黨籍林國成與黃珊珊，無黨籍林瑞圖、李慶元及陳政忠，民主進步黨籍童仲彥，民國黨籍徐世勳，新黨籍陳彥伯；同一時間，在場外的台聯青年軍與中華愛國同心會雙方爆發衝突。

## 第二日

### 雙城論壇開幕式
23日上午，台北晶華酒店舉行雙城論壇開幕式，沙海林上台致詞表示：
過去八年來，兩岸雙方在堅持九二共識政治基礎上，推動兩岸關係和平發展並取得重大進展，深知這些交流成果的取得，都有賴於我們雙方對兩岸關係，及兩岸城市交流的性質，有著正確的認識，由於眾所周知的原因，當前台海出現了我們不願意看到的局勢，但不論出現什麼情況，大陸推動和平發展兩岸，為兩岸同胞謀福祉的決心不改。
柯文哲上台致詞表示：
我們了解跟尊重大陸對某些意見的堅持，也希望大陸了解及尊重台灣對民主及自由的堅持。
臺北市副市長鄧家基上台致詞表示：
台灣是一個民主社會、公民社會，大家有話直說，就像當初太陽花學運，這些都是台北城市活力的展現。
同一時間，在場外有台聯青年軍、西門町台獨旗隊等團體人員抗議，另有法輪功團體要求還王治文自由。

### 上海海峽兩岸青年創業大賽
下午，沙海林赴松山文化創意園區參與上海海峽兩岸青年創業大賽，場外有中華愛國同心會與中華統一促進黨等統派團體舉起五星紅旗歡迎。

## 後續合作
台北市文化局官網公告浙江電視台選秀節目「中國新歌聲」2017年9月24日在台灣大學田徑場舉辦演唱會，是雙城論壇的後續交流活動。但中國新歌聲节目组搭舞台時，不慎將台灣大學近4000萬元的田徑場損壞。

## 逸事
雙城論壇期間巧遇中華民國國防部舉行漢光32號軍事演習，在同一期間內的22日與23日，臺灣海峽上空出現一架神秘飛機，沿著海峽中線以西來回不停飛行。有研判称是中國人民解放軍的電子偵察機，試圖截收中華民國國軍的漢光32號演習情資。
雙城論壇開幕式當天巧遇八二三炮戰紀念日。

## 各界反應

### 中國國民黨
- 中國國民黨籍臺北市議員鍾小平表示，兩岸交流是基於「對等尊嚴」四字箴言，但柯文哲是名列第一，以這樣規格禮遇排名第五的沙海林，這是喪權辱國[24]。
- 中國國民黨籍臺北市議員厲耿桂芳表示，蔡英文政府執政後，兩岸已無中央層級互動，因此雙城論壇有其存在的意義，雙城論壇應該續辦；柯文哲選擇與蔡英文不同的兩岸路線，維持兩岸某種程度的交流，顯示他還是有聰明之處[25]。

### 親民黨
- 親民黨主席宋楚瑜表示，沙海林是很不簡單的人物，對岸所堅持的也在改變，不再是強化共產主義，而是一個有中國特色的社會主義；時代都變了，臺灣不能每天只看著標籤、忘掉實質的意義在哪裡，臺灣不能故步自封去放棄這個好的市場[26]。
- 親民黨秘書長秦金生表示，兩岸關係僵局下，雙城論壇能舉辦，有兩岸關係破冰的意義，社會應多支持和肯定[27]。

### 民主進步黨
- 民主進步黨籍臺北市議員王世堅表示：“柯文哲就像被中共用寶貝球收服的可達鴨[28]，還是現代施琅[29]”。
- 民主進步黨籍臺北市議員阮昭雄表示，兩岸交流不能斷，斷了之後就沒有互信了，續辦雙城論壇有必要性，不必因為沙海林是中共上海市委統戰部部長就關起交流大門；雙城論壇的續辦，也代表民進黨執政的桃園市與高雄市未來都有機會與中國大陸各城市交流[30]。

### 自由台灣黨
- 自由台灣黨主席蔡丁貴表示“中共統戰手法粗魯，柯文哲被統戰了還沾沾自喜”。台灣社社長張葉森表示，雙城論壇不像過去能替台灣民間創造出一條路來，已不具意義，沒有實質影響力[31]。

### 基進黨
- 基進黨主席陳奕齊表示，「中國白蟻」統戰如此無孔不入，民進黨政府要好好思考如何面對他們[32]。

### 其他
- 前民進黨桃園縣議員吳寶玉表示，無論中國大陸派誰來參加雙城論壇，只要是具有誠意與善意，台灣人都應該舉雙手贊成；对于台聯批評柯文哲是“統戰代言人”，其表示這是用陰謀論抹紅柯文哲，她深不以為然，并称“請問台聯何時有真正落實台灣獨立主張[33]？”
- 政治評論員曹長青表示，雙城論壇繼續開下去，很可能是柯文哲「政治自殺」的行為[34]。